# Radvanovce
Radvanovce (in ungherese Tapolyradvány) è un comune della Slovacchia facente parte del distretto di Vranov nad Topľou, nella regione di Prešov.